# バングヌ
バングヌ（Vangunu）はソロモン諸島の西部州にある島および山でニュージョージア諸島に含まれる。1999年の統計で人口は2212人。

## 地名
- Halisi
- Nineveh
- Saira
- Batuna